# Dinàmica de fluids
En física, química física i enginyeria, la dinàmica de fluids és una subdisciplina de la mecànica de fluids que descriu el flux de fluids: líquids i gasos. Té diverses subdisciplines, entre elles l'aerodinàmica (estudi de l'aire i altres gasos en moviment) i la hidrodinàmica (estudi dels líquids en moviment).
La dinàmica de fluids té una àmplia gamma d'aplicacions, incloent-hi el càlcul de forces i moments a l'aeronau, la determinació del cabal màssic de petroli a través de canonades, la predicció de patrons meteorològics, la comprensió de nebuloses a l'espai interestel·lar i el modelatge de la detonació d'armes de fissió.

Forma de típica llàgrima aerodinàmica, assumint un medi viscós que passa d'esquerra a dreta; el diagrama mostra la distribució de la pressió com el gruix de la línia negra i mostra la velocitat a la capa límit com els triangles violetes. Els generadors de vòrtex verds provoquen la transició a un flux turbulent i eviten el retorn, també anomenat separació de flux de la regió d'alta pressió a la part posterior. La superfície davantera és el més llisa possible o fins i tot semblant a la pell d'un tauró, ja que qualsevol turbulència aquí augmenta l'energia del flux d'aire. El truncament de la dreta, conegut com a «Kammback», també impedeix el reflux des de la regió d'alta pressió de la part posterior a través dels espòilers fins a la part convergent

La dinàmica de fluids ofereix una estructura sistemàtica (que subjau a aquestes disciplines pràctiques) que inclou lleis empíriques i semiempíriques derivades de la mesura del flux i utilitzades per resoldre problemes pràctics. La solució a un problema de dinàmica de fluids normalment implica el càlcul de diverses propietats del fluid, com ara la velocitat del flux, la pressió, la densitat i la temperatura, en funció de l'espai i el temps.
Abans del segle xx, hidrodinàmica era sinònim de dinàmica de fluids. Això encara es reflecteix en els noms d'alguns temes de dinàmica de fluids, com la magnetohidrodinàmica i l'estabilitat hidrodinàmica, que també es poden aplicar als gasos.

## Equacions

Animació generada per ordinador d'un fluid en un tub que flueix més enllà d'un cilindre, que mostra el despreniment d'una sèrie de vòrtexs en el flux que hi ha darrere, anomenat carrer de vòrtex de von Kármán. Les línies aerodinàmiques mostren la direcció del flux del fluid i el gradient de color mostra la pressió en cada punt, des del blau fins al verd, el groc i el vermell, que indica una pressió creixent

Els axiomes fonamentals de la dinàmica de fluids són les lleis de conservació, concretament, la conservació de la massa, la conservació del moment lineal i la conservació de l'energia (també coneguda com la Primera Llei de la Termodinàmica). Aquests es basen en la mecànica clàssica i es modifiquen en la mecànica quàntica i la relativitat general. S'expressen mitjançant el teorema del transport de Reynolds.
A més de l'anterior, se suposa que els fluids obeeixen a la hipòtesi del continu. A petita escala, tots els fluids estan formats per molècules que xoquen entre elles i objectes sòlids. Tanmateix, el supòsit continu assumeix que els fluids són continus, en lloc de discrets. En conseqüència, s'assumeix que propietats com ara la densitat, la pressió, la temperatura i la velocitat del flux estan ben definides en punts infinitesimalment petits de l'espai i varien contínuament d'un punt a un altre. S'ignora el fet que el fluid estigui format per molècules discretes.
Per als fluids que són prou densos per ser un continu, no contenen espècies ionitzades i tenen velocitats de flux que són petites amb relació a la velocitat de la llum, les equacions de moment dels fluids newtonians són les equacions de Navier-Stokes, que són un conjunt no lineal d'equacions diferencials que descriu el flux d'un fluid la tensió del qual depèn linealment dels gradients de velocitat i de la pressió del flux. Les equacions no simplificades no tenen una solució general de forma tancada, de manera que s'utilitzen principalment en la dinàmica de fluids computacional. Les equacions es poden simplificar de diverses maneres, totes les quals fan que siguin més fàcils de resoldre. Algunes de les simplificacions permeten resoldre alguns problemes simples de dinàmica de fluids en forma tancada.
A més de les equacions de conservació de massa, moment i energia, cal una equació d'estat termodinàmica que doni la pressió en funció d'altres variables termodinàmiques per descriure completament el problema. Un exemple d'això seria l'equació d'estat del gas ideal:
{\displaystyle p={\frac {\rho R_{u}T}{M}}}
on p és la pressió, ρ és la densitat i T és la temperatura absoluta, mentre que Ru és la constant del gas i M és la massa molar d'un gas concret. Una relació constitutiva també pot ser útil.

### Lleis de conservació
S'utilitzen tres lleis de conservació per resoldre problemes de dinàmica de fluids, i es poden escriure en forma integral o diferencial. Les lleis de conservació es poden aplicar a una regió del flux anomenada «volum de control». Un volum de control és un volum discret a l'espai pel qual se suposa que flueix un fluid. Les formulacions integrals de les lleis de conservació s'utilitzen per descriure el canvi de massa, moment o energia dins del volum de control. Les formulacions diferencials de les lleis de conservació apliquen el teorema de Stokes per produir una expressió que es pot interpretar com la forma integral de la llei aplicada a un volum infinitesimalment petit (en un punt) dins del flux.
- Continuïtat de la massa (conservació de la massa)

La velocitat de canvi de la massa del fluid dins d'un volum de control ha de ser igual a la velocitat neta de flux de fluid al volum. Físicament, aquesta afirmació requereix que la massa no es creï ni es destrueixi en el volum de control, i es pot traduir a la forma integral de l'equació de continuïtat:
{\displaystyle {\frac {\partial }{\partial t}}\iiint _{V}\rho \,dV=-\oiint _{S}{}\,\rho \mathbf {u} \cdot d\mathbf {S} }
En l'equació, ρ és la densitat del fluid, u és el vector velocitat del flux i t és el temps. El costat esquerre de l'expressió anterior és la velocitat d'augment de massa dins del volum i conté una integral triple sobre el volum de control, mentre que el costat dret conté una integració sobre la superfície del volum de control de massa convectada al sistema. El flux de massa al sistema es considera positiu, i com que el vector normal a la superfície és oposat al sentit del flux al sistema, el terme es nega. La forma diferencial de l'equació de continuïtat és, segons el teorema de la divergència:
{\displaystyle \ {\frac {\partial \rho }{\partial t}}+\nabla \cdot (\rho \mathbf {u} )=0}
- Conservació del moment

La segona llei del moviment de Newton aplicada a un volum de control és una afirmació que qualsevol canvi en la quantitat de moviment del fluid dins d'aquest volum de control serà degut al flux net del moment en el volum i l'acció de les forces externes que actuen sobre el fluid dins del volum.
{\displaystyle {\frac {\partial }{\partial t}}\iiint _{\scriptstyle V}\rho \mathbf {u} \,dV=-\,{}\oiint _{S}(\rho \mathbf {u} \cdot d\mathbf {S} )\mathbf {u} -{}\oiint _{S}{}\,p\,d\mathbf {S} \displaystyle {}+\iiint _{\scriptstyle V}\rho \mathbf {f} _{\text{cos}}\,dV+\mathbf {F} _{\text{sup}}}
En la formulació integral anterior d'aquesta equació, el terme de l'esquerra és el canvi net de moment dins del volum. El primer terme de la dreta és la velocitat neta a la qual el moment es converteix en el volum. El segon terme de la dreta és la força deguda a la pressió sobre les superfícies del volum. Els dos primers termes de la dreta es neguen, ja que el moment que entra al sistema es considera positiu i la normal és oposada a la direcció de la velocitat u i les forces de pressió. El tercer terme de la dreta és l'acceleració neta de la massa dins del volum deguda a qualsevol força de cos (aquí representada per fcos). Les forces de superfície, com les forces viscoses, es representen per Fsup, la força neta deguda a les forces de tall que actuen sobre la superfície del volum. El balanç del moment també es pot escriure per a un volum de control en moviment.
La següent és la forma diferencial de l'equació de conservació del moment. Aquí, el volum es redueix a un punt infinitesimalment petit i les forces tant de superfície com de cos es tenen en compte en una força total, F. Per exemple, F es pot expandir en una expressió per a les forces de fricció i gravitació que actuen en un punt d'un flux.
{\displaystyle \ {\frac {D\mathbf {u} }{Dt}}=\mathbf {F} -{\frac {\nabla p}{\rho }}}
En aerodinàmica, s'assumeix que l'aire és un fluid newtonià, que planteja una relació lineal entre l'esforç de cisalla (a causa de les forces de fricció internes) i la velocitat de deformació del fluid. L'equació anterior és una equació vectorial en un flux tridimensional, però es pot expressar com a tres equacions escalars en tres direccions de coordenades. La conservació de les equacions de moment per al cas de flux compressible i viscós s'anomena equacions de Navier-Stokes.
- Conservació de l'energia

Tot i que l'energia es pot convertir d'una forma a una altra, l'energia total en un sistema tancat es manté constant.
{\displaystyle \ \rho {\frac {Dh}{Dt}}={\frac {Dp}{Dt}}+\nabla \cdot \left(k\nabla T\right)+\Phi }
En l'equació, h és l'entalpia específica, k és la conductivitat tèrmica del fluid, T és la temperatura i Φ és la funció de dissipació viscosa. La funció de dissipació viscosa regula la velocitat a la qual l'energia mecànica del flux es converteix en calor. La segona llei de la termodinàmica requereix que el terme de dissipació sigui sempre positiu; la viscositat no pot crear energia dins del volum de control. L'expressió del costat esquerre és una derivada material.

## Classificacions

### Flux compressible i flux incompressible
Tots els fluids són compressibles fins a cert punt; és a dir, els canvis de pressió o de temperatura provoquen canvis de densitat. No obstant això, en moltes situacions els canvis de pressió i temperatura són prou petits que els canvis de densitat són insignificants. En aquest cas, el flux es pot modelar com un flux incompressible. En cas contrari, s'han d'utilitzar les equacions de flux compressibles més generals.
Matemàticament, la incompressibilitat s'expressa dient que la densitat ρ d'una parcel·la de fluid no canvia a mesura que es mou en el camp de flux, és a dir,
{\displaystyle {\frac {\mathrm {D} \rho }{\mathrm {D} t}}=0\,,}
on DDt és la derivada material, que és la suma de les derivades locals i convectives. Aquesta restricció addicional simplifica les equacions governants, especialment en el cas en què el fluid té una densitat uniforme.
Per al flux de gasos, per determinar si s'utilitza dinàmica de fluids compressible o incompressible, s'avalua el nombre de Mach del flux. Com a guia aproximada, els efectes compressibles es poden ignorar en nombres de Mach inferiors a aproximadament 0,3. Per als líquids, si la suposició incompressible és vàlida, depèn de les propietats del fluid (específicament de la pressió i temperatura crítiques del fluid) i de les condicions de flux (com de prop de la pressió crítica esdevé la pressió de flux real). Els problemes acústics sempre requereixen permetre la compressibilitat, ja que les ones sonores són ones de compressió que impliquen canvis de pressió i densitat del medi a través del qual es propaguen.

### Fluids newtonians i fluids no newtonians

Flux al voltant d'un perfil aerodinàmic

Tots els fluids, excepte els superfluids, són viscosos, és a dir, exerceixen certa resistència a la deformació; les parcel·les veïnes de fluid que es mouen a diferents velocitats exerceixen forces viscoses entre si. El gradient de velocitat es coneix com a velocitat de deformació; té unes dimensions T−1. Isaac Newton va demostrar que per a molts fluids familiars com l'aigua i l'aire, l'estrès a causa d'aquestes forces viscoses està relacionat linealment amb la velocitat de tensió. Aquests fluids s'anomenen fluids newtonians. El coeficient de proporcionalitat s'anomena «viscositat del fluid»; per als fluids newtonians, és una propietat del fluid que és independent de la velocitat de deformació.
Els fluids no newtonians tenen un comportament de tensió-deformació no lineal més complicat. La subdisciplina de la reologia descriu els comportaments d'estrès-deformació d'aquests fluids, que inclouen emulsions i slurry, alguns materials viscoelàstics com la sang i alguns polímers, i líquids enganxosos com el làtex, la mel i els lubricants.

### Flux viscós, flux no viscós i flux de Stokes
La dinàmica de les parcel·les de fluids es descriu amb l'ajuda de la segona llei de Newton. Una parcel·la de fluid que s'accelera està subjecta a efectes inercials.
El nombre de Reynolds és una quantitat adimensional que caracteritza la magnitud dels efectes inercials en comparació amb la magnitud dels efectes viscosos. Un nombre de Reynolds baix (Re ≪ 1) indica que les forces viscoses són molt fortes en comparació amb les forces inercials. En aquests casos, de vegades es descuiden les forces inercials; aquest règim de flux s'anomena flux de Stokes o flux rastrejant.
En canvi, els nombres de Reynolds elevats (Re ≫ 1) indiquen que els efectes inercials tenen més efecte sobre el camp de velocitat que els efectes viscosos (fricció). En els fluxos d'alt nombre de Reynolds, el flux sovint es modela com un flux no viscós, una aproximació en què la viscositat es descuida completament. L'eliminació de la viscositat permet simplificar les equacions de Navier-Stokes en les equacions d'Euler. La integració de les equacions d'Euler al llarg d'una línia de corrent en un flux no viscós produeix l'equació de Bernoulli. Quan, a més de ser no viscós, el flux és irrotacional a tot arreu, l'equació de Bernoulli pot descriure completament el flux a tot arreu. Aquests fluxos s'anomenen fluxos potencials, perquè el camp de velocitat es pot expressar com el gradient d'una expressió d'energia potencial.
Aquesta idea pot funcionar bastant bé quan el nombre de Reynolds és alt. Tanmateix, problemes com els que impliquen límits sòlids poden requerir que s'inclogui la viscositat. La viscositat no es pot descuidar a prop dels límits sòlids perquè la condició de no lliscament genera una regió prima de gran velocitat de tensió, la capa límit, en la qual dominen els efectes de la viscositat i que, per tant, genera vorticitat. Per tant, per calcular les forces netes sobre els cossos (com les ales), s'han d'utilitzar equacions de flux viscós; la teoria del flux no viscós no aconsegueix predir les forces d'arrossegament, una limitació coneguda com la paradoxa de D'Alembert.
Un model d'ús comú, especialment en dinàmica de fluids computacional, és utilitzar dos models de flux: les equacions d'Euler lluny del cos i les equacions de la capa límit en una regió propera al cos. Les dues solucions es poden combinar entre si, utilitzant el mètode d'expansions asimptòtiques coincidents.

### Flux constant i flux inestable

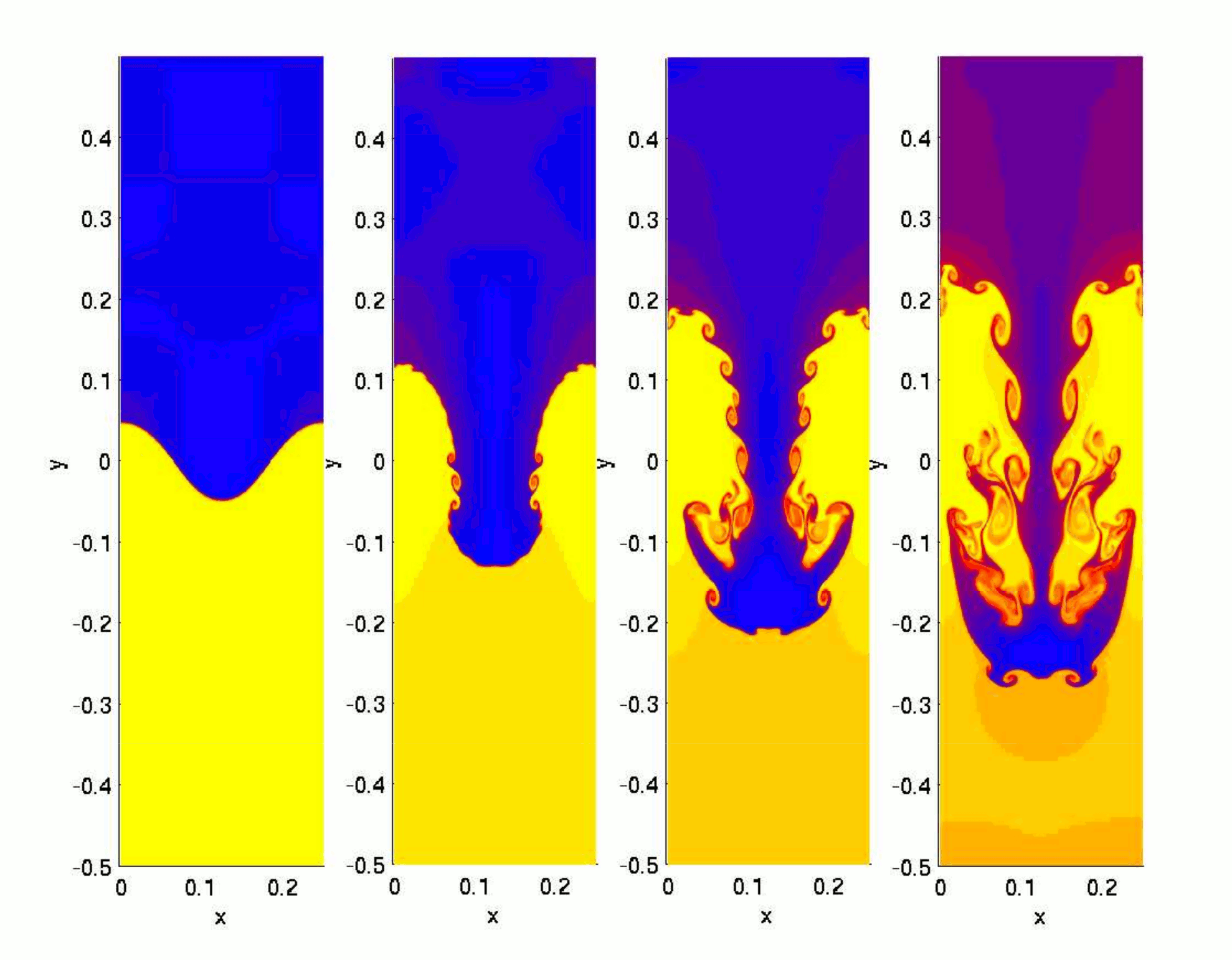
Simulació hidrodinàmica de la inestabilitat de Rayleigh-Taylor

Un flux que no depèn del temps s'anomena «flux constant». El flux en estat estacionari es refereix a la condició en què les propietats del fluid en un punt del sistema no canvien amb el temps. El flux dependent del temps es coneix com a «flux inestable» (també anomenat transitori). Que un determinat flux sigui constant o inestable, pot dependre del marc de referència escollit (per exemple, el flux laminar sobre una esfera és estable en el marc de referència que és estacionari respecte a l'esfera. En un marc de referència que és estacionari respecte a un flux de fons, el flux és inestable).
Els fluxos turbulents són inestables per definició. Tanmateix, un flux turbulent pot ser estadísticament estacionari. El camp de velocitat aleatori U(x, t) és estadísticament estacionari si totes les estadístiques són invariants sota un canvi en el temps. Això significa aproximadament que totes les propietats estadístiques són constants en el temps. Sovint, el camp mitjà és l'objecte d'interès, i això també és constant en un flux estadísticament estacionari.
Els fluxos constants sovint són més manejables que els fluxos inestables similars. Les equacions governants d'un problema estacionari tenen una dimensió menys (temps) que les equacions governants del mateix problema sense aprofitar l'estabilitat del camp de flux.

### Flux laminar i turbulent

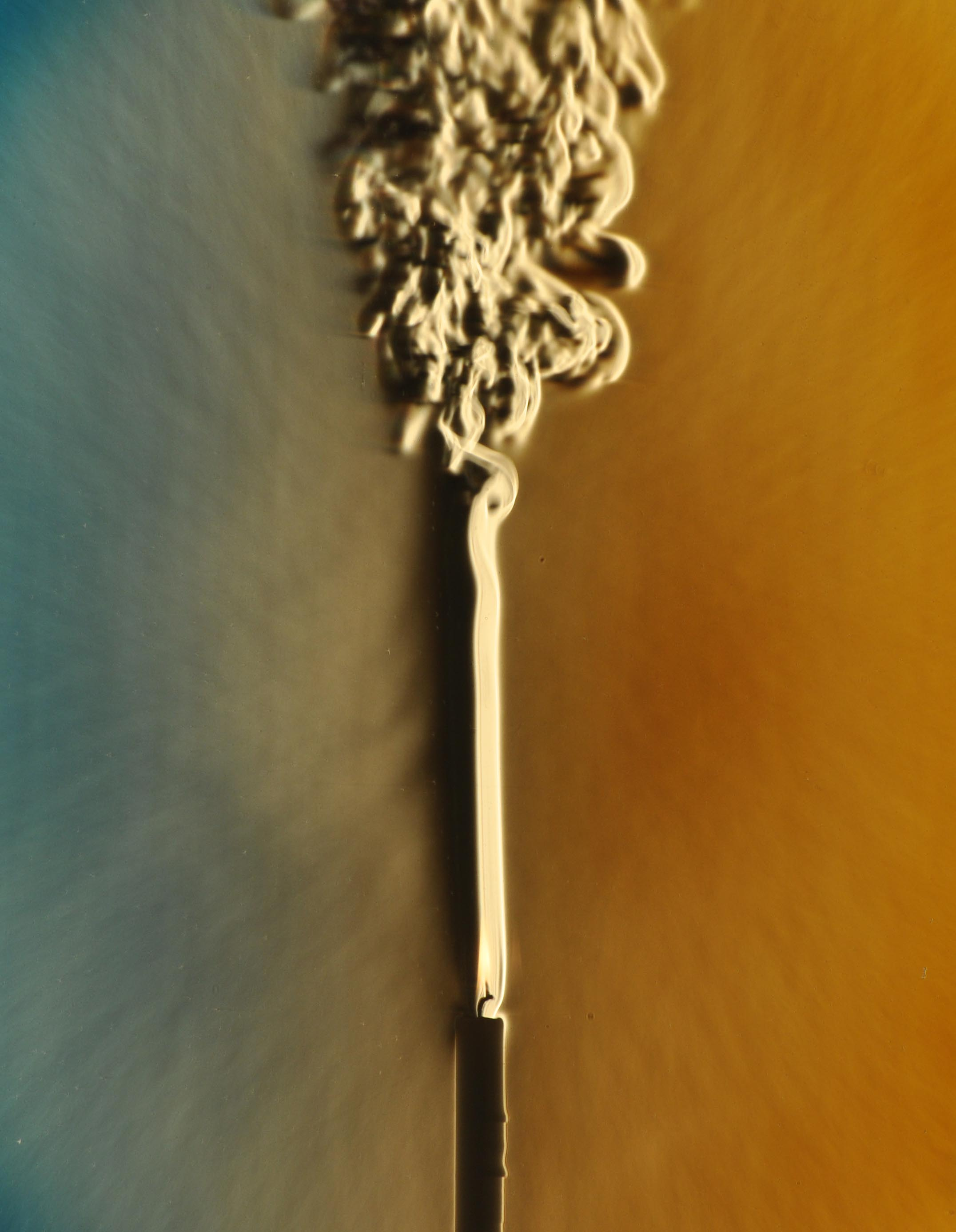
Transició de flux laminar a flux turbulent

La turbulència és un flux caracteritzat per recirculació, remolins i aleatorietat aparent. El flux en què no s'exhibeix turbulència s'anomena flux laminar. La presència de remolins o recirculació per si sols no indica necessàriament un flux turbulent; aquests fenòmens també poden estar presents en el flux laminar. Matemàticament, el flux turbulent sovint es representa mitjançant una descomposició de Reynolds, en la qual el flux es descompon en la suma d'un component mitjà i un component de pertorbació.
Es creu que els fluxos turbulents es poden descriure bé mitjançant l'ús de les equacions de Navier-Stokes. La simulació numèrica directa (direct numerical simulation, DNS), basada en les equacions de Navier-Stokes, permet simular fluxos turbulents amb nombres de Reynolds moderats. Les restriccions depenen de la potència de l'ordinador utilitzat i de l'eficiència de l'algorisme de solució. S'ha trobat que els resultats de DNS coincideixen bé amb les dades experimentals d'alguns fluxos.
La majoria dels fluxos d'interès tenen nombres de Reynolds massa alts perquè el DNS sigui una opció viable, donat l'estat de la potència computacional de les dècades vinents. Qualsevol vehicle de vol prou gran per transportar un ésser humà (L > 3 m), que es mogui a més de 20 m/s (72 km/h) està molt més enllà del límit de la simulació DNS (Re = 4 milions). Les ales d'avions de transport (com en un Airbus A300 o Boeing 747) tenen un nombre de Reynolds de 40 milions (segons la dimensió de la corda de l'ala). La resolució d'aquests problemes de flux de la vida real requereix models de turbulència per al futur previsible. Les equacions de Navier-Stokes promitjades per Reynolds (RANS) combinades amb el modelatge de turbulències ofereixen un model dels efectes del flux turbulent. Aquest modelatge proporciona principalment la transferència d'impuls addicional per les tensions de Reynolds, encara que la turbulència també millora la transferència de calor i massa. Una altra metodologia prometedora és la simulació de grans remolins (large eddy simulation, LES), especialment en forma de simulació de remolins separats (detached eddy simulation, DES), una combinació de modelització de turbulències LES i RANS.

### Altres aproximacions
Hi ha un gran nombre d'altres possibles aproximacions als problemes de dinàmica de fluids. Alguns dels més utilitzats s'enumeren a continuació.
- L'aproximació de Boussinesq descuida les variacions de densitat excepte per calcular les forces de flotabilitat. Sovint s'utilitza en problemes de convecció lliure on els canvis de densitat són petits.
- La teoria de la lubricació i el flux de Hele-Shaw explota la gran relació d'aspecte del domini per demostrar que certs termes de les equacions són petits i, per tant, es poden descuidar.
- La teoria del cos prim és una metodologia utilitzada en els problemes de flux de Stokes per estimar la força sobre, o el camp de flux al voltant, d'un objecte llarg i prim en un fluid viscós.
- Les equacions d'aigües poc profundes es poden utilitzar per descriure una capa de fluid relativament viscós amb una superfície lliure, en la qual els gradients superficials són petits.
- La llei de Darcy s'utilitza per al flux en medis porosos i funciona amb variables mitjanes sobre diverses amplades de porus.
- En els sistemes rotatius, les equacions quasigeostròfiques assumeixen un equilibri gairebé perfecte entre els gradients de pressió i la força de Coriolis. És útil en l'estudi de la dinàmica atmosfèrica.

## Tipus multidisciplinaris

### Fluxos segons règims de Mach
Mentre que molts fluxos (com ara el flux d'aigua a través d'una canonada) es produeixen amb nombres de Mach baixos (fluxos subsònics), molts fluxos d'interès pràctic en aerodinàmica o en turbomàquines es produeixen a fraccions elevades de M = 1 (fluxos transònics) o en excés d'aquest (fluxos supersònics o fins i tot hipersònics). En aquests règims es produeixen nous fenòmens com ara inestabilitats en el flux transònic, ones de xoc per al flux supersònic o comportament químic no equilibrat a causa de la ionització en fluxos hipersònics. A la pràctica, cadascun d'aquests règims de flux es tracta per separat.

### Fluxos reactius i fluxos no reactius
Els fluxos reactius són fluxos químicament reactius, que troben les seves aplicacions en moltes àrees, com ara la combustió (motor de combustió interna), els dispositius de propulsió (coets, motors de reacció, etc.), les detonacions, els riscos d'incendi i seguretat i l'astrofísica. A més de la conservació de la massa, el moment i l'energia, cal derivar la conservació d'espècies individuals (per exemple, la fracció màssica del metà en la combustió del metà), on la taxa de producció/esgotament de qualsevol espècie s'obté resolent simultàniament les equacions de la cinètica química.

### Magnetohidrodinàmica
La magnetohidrodinàmica és l'estudi multidisciplinari del flux de fluids elèctricament conductors en camps electromagnètics. Exemples d'aquests fluids inclouen plasmes, metalls líquids i aigua salada. Les equacions de flux de fluids es resolen simultàniament amb les equacions de Maxwell de l'electromagnetisme.

### Dinàmica de fluids relativista
La dinàmica de fluids relativista estudia el moviment macroscòpic i microscòpic del fluid a grans velocitats comparables a la velocitat de la llum. Aquesta branca de la dinàmica de fluids explica els efectes relativistes tant de la teoria especial de la relativitat com de la teoria general de la relativitat. Les equacions governants es deriven de la geometria de Riemann per a l'espai-temps de Minkowski.

### Hidrodinàmica fluctuant
Aquesta branca de la dinàmica de fluids augmenta les equacions hidrodinàmiques estàndard amb fluxos estocàstics que modelen les fluctuacions tèrmiques. Com van formular Landau i Lifshitz, s'afegeix una contribució de soroll blanc obtinguda del teorema de fluctuació-dissipació de la mecànica estadística al tensor tensió viscós i flux de calor.

## Terminologia
El concepte de «pressió» és fonamental per a l'estudi tant de l'estàtica de fluids com de la dinàmica de fluids. Es pot identificar una pressió per a cada punt d'un cos de fluid, independentment de si el fluid està en moviment o no. La pressió es pot mesurar mitjançant un aneroide, un tub de Bourdon, una columna de mercuri o diversos altres mètodes.
Part de la terminologia necessària en l'estudi de la dinàmica de fluids no es troba en altres àrees d'estudi similars. En particular, part de la terminologia utilitzada en dinàmica de fluids no s'utilitza en estàtica de fluids.

### Nombres característics
Els nombres adimensionals (o nombres característics) tenen un paper important en l'anàlisi del comportament dels fluids i el seu flux, així com en altres fenòmens de transport. Inclouen els nombres de Reynolds i de Mach, que descriuen com a ràtios la magnitud relativa del fluid i les característiques del sistema físic, com ara la densitat, la viscositat, la velocitat del so i la velocitat del flux.
Per comparar una situació real (per exemple, un avió) amb un model a petita escala, cal mantenir els mateixos nombres característiques importants. Els noms i la formulació d'aquests nombres es van normalitzar a la ISO 31-12 i a la ISO 80000-11.

### Terminologia en dinàmica de fluids incompressibles
Els conceptes de «pressió total» i «pressió dinàmica» sorgeixen de l'equació de Bernoulli i són significatius en l'estudi de tots els fluxos de fluids (aquestes dues pressions no són pressions en el sentit habitual; no es poden mesurar amb un aneroide, un tub de Bourdon o una columna de mercuri). Per evitar una possible ambigüitat quan es refereix a la pressió en la dinàmica de fluids, molts autors utilitzen el terme «pressió estàtica» per distingir-la de la pressió total i la pressió dinàmica. La pressió estàtica és idèntica a la pressió i es pot identificar per a cada punt d'un camp de flux de fluid.
Un punt d'un flux de fluid on el flux s'ha detingut (és a dir, la velocitat és igual a zero adjacent a algun cos sòlid immers en el flux de fluid) té una importància especial. Té tanta importància que se li dóna un nom especial: «punt d'estancament». La pressió estàtica al punt d'estancament té una importància especial i rep el seu propi nom: «pressió d'estancament». En els fluxos incompressibles, la pressió d'estancament en un punt d'estancament és igual a la pressió total a tot el camp de flux.

### Terminologia en dinàmica de fluids compressibles
En un fluid compressible, és convenient definir les condicions totals (també anomenades condicions d'estancament) per a totes les propietats d'estat termodinàmic (com ara la temperatura total, l'entalpia total, la velocitat total del so). Aquestes condicions de flux total són una funció de la velocitat del fluid i tenen valors diferents en marcs de referència amb moviment diferent.
Per evitar possibles ambigüitats a l'hora de referir-se a les propietats del fluid associades a l'estat del fluid més que al seu moviment, s'utilitza habitualment el prefix «estàtic» (com la temperatura estàtica i l'entalpia estàtica). Quan no hi ha prefix, la propietat del fluid és la condició estàtica (per tant, «densitat» i «densitat estàtica» volen dir el mateix). Les condicions estàtiques són independents del marc de referència.
Com que les condicions de flux total es defineixen posant el fluid en repòs isentròpic, no cal distingir entre entropia total i entropia estàtica, ja que sempre són iguals per definició. Com a tal, l'entropia es coneix com a simple «entropia».